# Aconitum anthora
El acónito de los Alpes o acónito salutífero (Aconitum anthora, sin. A. zolty) es una planta de la familia de las ranunculáceas.

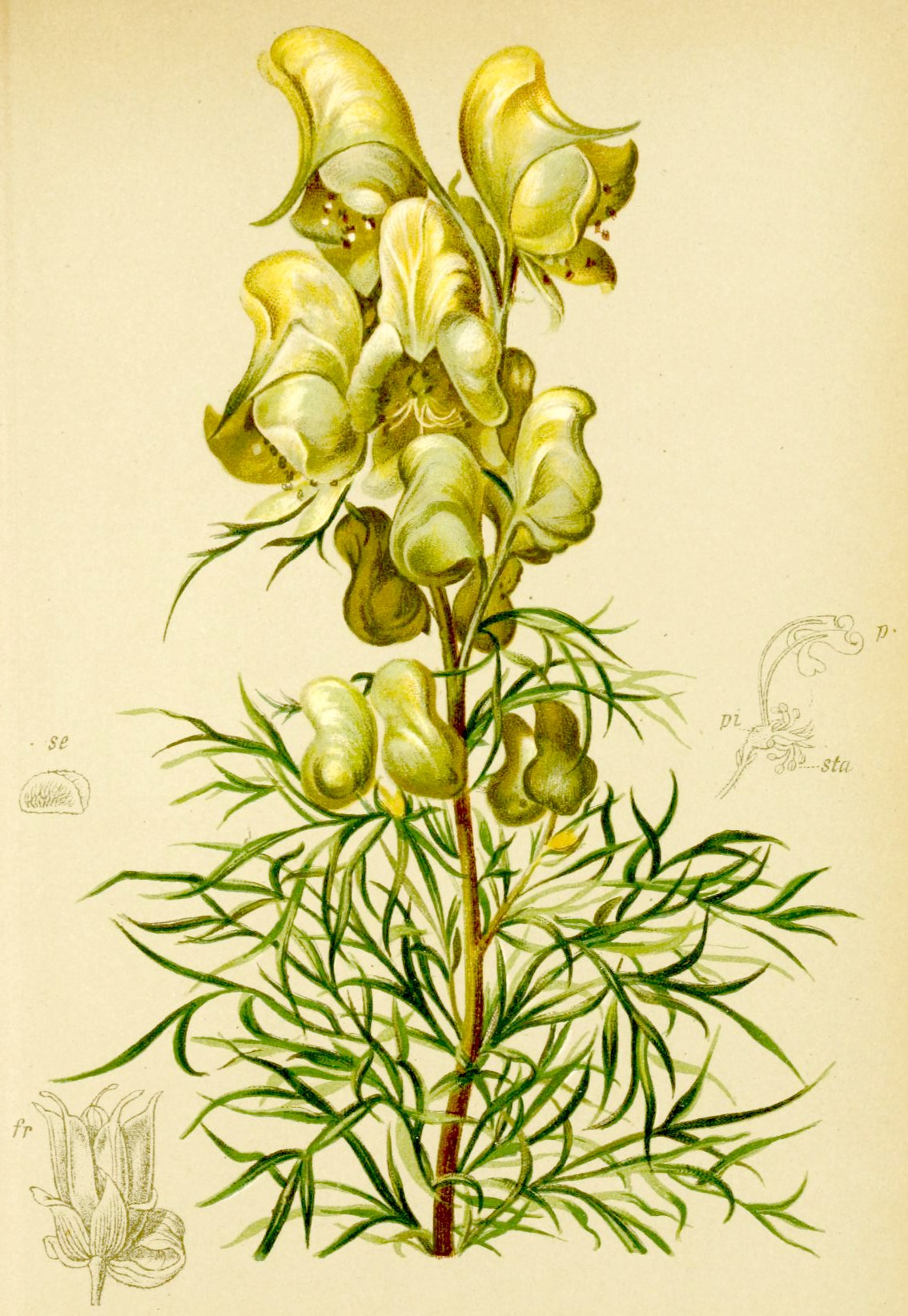
Litografía

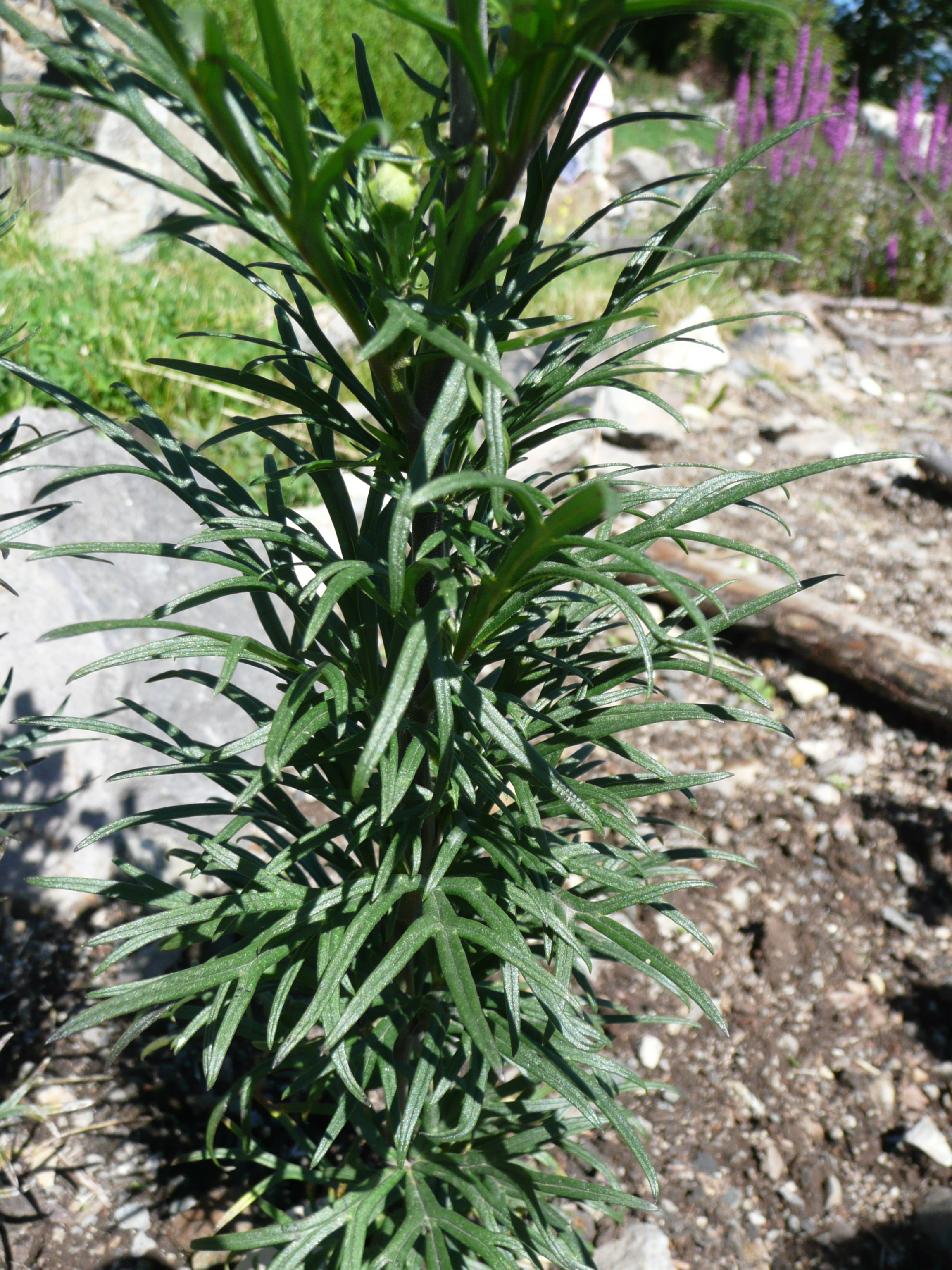
Vista de la planta

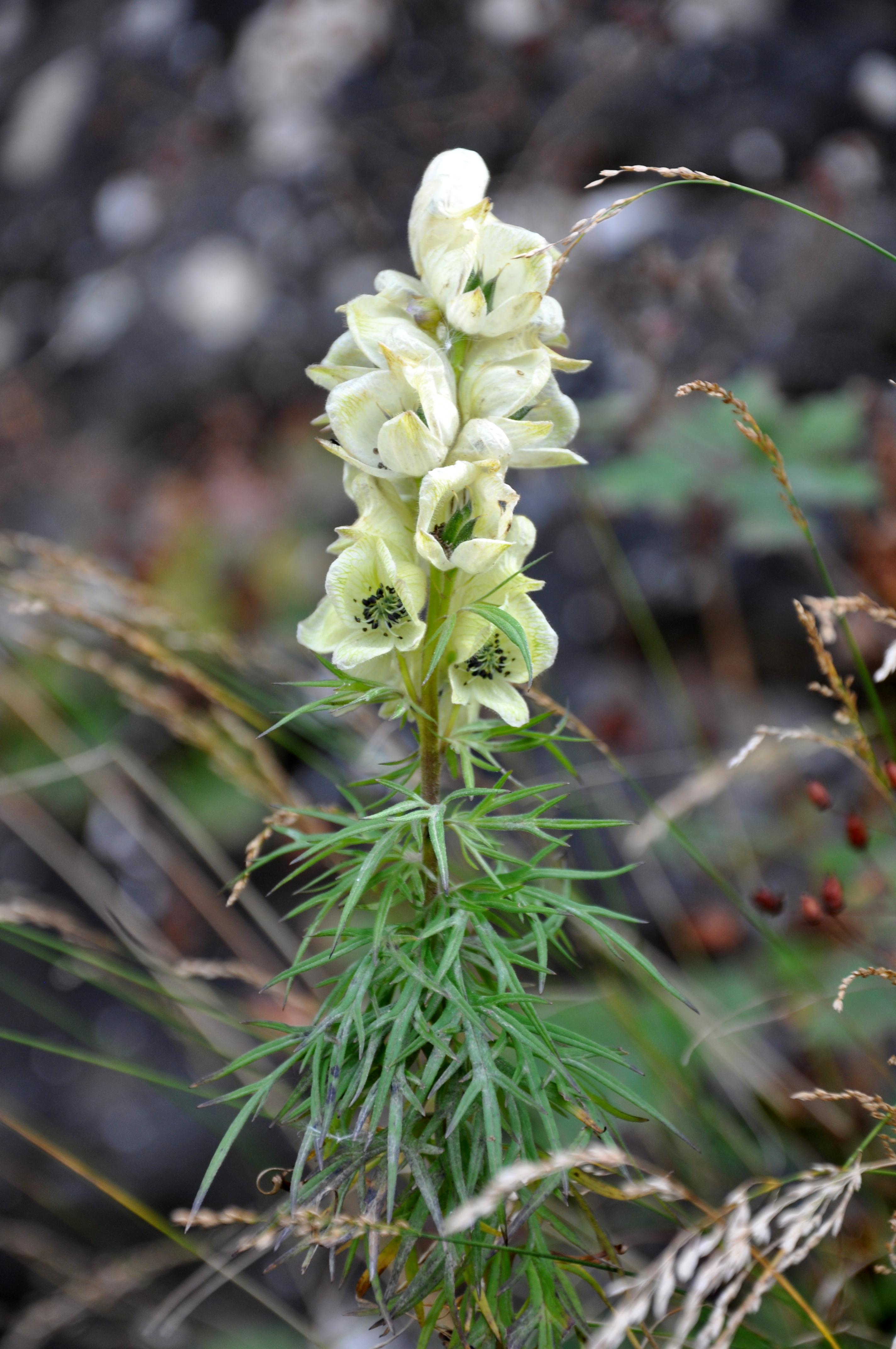
Planta con flores

## Descripción
Es una planta herbácea perenne con tubérculos subterráneos de los que brotan los tallos aéreos. Las hojas están profundamente divididas en lóbulos estrechos casi lineales. En el ápice se disponen las flores hermafroditas en cortos racimos sobre un pedúnculo erguido. Los sépalos son de color amarillo en forma de casquete hemisférico. El fruto con cinco folículos tiene numerosas semillas.

## Distribución y hábitat
Se encuentra en abundancia principalmente en montañas europeas, como en los Alpes o los Cárpatos, así como en distintas zonas del norte de Asia. Al igual que ocurre en todas las especies de Aconitum, tiene una gran variabilidad, probablemente debido a la hibridación. Florece entre los meses de julio y septiembre.

## Propiedades
Esta planta es extremadamente tóxica, dosis pequeñas pueden ser mortales, pues contiene altisina que es un principio activo venenoso.
Indicaciones: Vermífugo, febrífugo, diurético, sudorífico.

## Taxonomía
Aconitum anthora, fue descrita  por Carlos Linneo y publicado en Species Plantarum 2: 751, en el año 1753.
Citología
Número de cromosomas de Aconitum anthora (Fam. Ranunculaceae) y táxones infraespecíficos :
2n=32
Etimología
Aconitum: nombre genérico que deriva del griego antiguo akòniton (= "planta venenosa"). De hecho, la planta es conocida por su alta toxicidad desde la antigüedad homérica. Este nombre probablemente indicaba una planta venenosa endémica cuyo hábitat era común entre las rocas escarpadas en algunas zonas de Grecia. Hay dos raíces que se atribuyen a su nombre:  akone (= "piedra"), en referencia a su hábitat; y koné (= "matar"), obviamente haciendo referencia a su toxicidad. También fue utilizado como un símbolo negativo (maldición o venganza) en la mitología de los pueblos mediterráneos. Según otras fuentes ( Plinio el Viejo) el nombre Aconitum se deriva de un antiguo puerto en el Mar Negro, llamado "Aconis". El nombre científico actualmente aceptado ( Aconitum ) fue propuesto por Carlos Linneo (1707-1778), biólogo y escritor sueco, considerado el padre de la moderna clasificación científica de los organismos vivos, en la publicación de Species Plantarum de 1753.
anthora: epíteto latíno que significa "contra thora", por sur propiedades tóxicas.
Sinonimia
- Aconitum anthorum St.-Lag.
- Aconitum candollei Rchb. ex Steud.
- Aconitum coeruleum Blocki
- Aconitum decandollei Rchb.
- Aconitum eulophum Rchb.
- Aconitum inclinatum Sweet
- Aconitum jacquinii Rchb.
- Aconitum nemorosum M.Bieb. ex Rchb.
- Aconitum ochroleucum Salisb.
- Aconitum pallasii Rchb.
- Aconitum pseudanthora Wender.
- Aconitum pseudanthora Blocki ex Pacz.
- Aconitum pyrenaicum Pall.
- Aconitum tuberosum Patrin ex Rchb.
- Anthora saxatilis Fourr.
- Anthora versicolor Steven ex Ser.
- Delphinium anthora Baill.[5]

## Nombres comunes
- Castellano: acónito amarillo, acónito salutífero, antora.[6]